# 豊明市立中央小学校
豊明市立中央小学校（とよあけしりつ ちゅうおうしょうがっこう）は、愛知県豊明市新田町にある公立小学校。

## 校区
- 校区は新田町、三崎町の一部（丸ノ内）、大久伝町、阿野町の一部（稲葉、出口、上納、東阿野、苅外山、上石田、惣作、西ノ海戸、奥屋、寺内、林ノ内、新切、三本木、明定、上畑田、大島、小島、正戸、違井、平地、西平地）である。

公立中学校に進学する場合は豊明市立沓掛中学校に進学する。

## 沿革
- 1873年（明治6年）
  - 3月 - 沓掛新田に雙峰学校が開校。阿弥陀堂[注釈 1]を仮校舎とする。
  - 11月1日 - 沓掛村に義勇学校が開校。正福寺[注釈 2]を仮校舎とする。
  - 11月6日 - 前後村に意正学校が開校。西雲寺[注釈 3]を仮校舎とする。
- 1875年（明治8年）1月 - 義勇学校が長盛院[注釈 4]に移転。沓掛学校に改称する。
- 1878年（明治11年） - 前後村と間米村が合併し、大沢村が発足。
- 1880年（明治13年）5月 - 意正学校が大澤学校に改称する。
- 1887年（明治20年）4月 - 雙峰学校が沓掛学校と大澤学校を統合し、尋常小学雙峰学校に改称する。旧・沓掛学校が沓掛分校、旧・大澤学校が前後分校となる。
- 1889年（明治22年）4月1日 - 町村制施行。
  - 愛知郡沓掛村は単独で沓掛村となる。
  - 愛知郡沓掛新田、大沢村と知多郡東阿野村、栄村が合併し、愛知郡豊明村となる。
- 1892年（明治25年）7月 - 雙峰尋常小学校に改称する。沓掛分校は分立し、沓掛尋常小学校となる。前後分校は分立し、前後尋常小学校となる。
- 1901年（明治34年）6月15日 - 高等科を設置。雙峰尋常高等小学校に改称する。
- 1905年（明治38年）3月 - 大沢尋常小学校、東阿野尋常小学校、前後尋常小学校を統合し、豊明尋常小学校が発足。
- 1906年（明治39年）5月10日 - 沓掛村と豊明村が合併し、豊明村となる
- 1907年（明治40年）1月1日 - 雙峰尋常高等小学校と豊明尋常小学校を統合し、豊明尋常高等小学校となる。統合校舎は無く、旧・雙峰尋常高等小学校が第一仮校舎、旧・豊明尋常小学校が第二仮校舎、旧・前後尋常小学校が第三仮校舎、旧・大沢尋常小学校が第四仮校舎とする。
- 1909年（明治42年） - 村民から豊明尋常高等小学校を3校に分離することが陳情される。諸般の事情により、2校に分割することとなる。
- 1910年（明治43年） - 豊明尋常高等小学校から豊明尋常小学校が分離する。豊明尋常高等小学校は第一仮校舎を本校とし、第二・三・四仮校舎は豊明尋常小学校の仮校舎とする。
- 1911年（明治44年）2月24日 - 現在地に校舎が完成し、移転する。豊明中央農業補習学校を併設する。このころから通称が中校となる。
- 1917年（大正6年）3月 - 高等科を廃止し、豊明尋常小学校に改称する[注釈 5]。
- 1941年（昭和16年）4月1日 - 中央国民学校に改称する。
- 1947年（昭和22年）4月1日 - 豊明村立中央小学校に改称する。
- 1957年（昭和32年）1月1日 - 豊明村が町制施行し、豊明町となる。同時に豊明町立中央小学校に改称する。
- 1959年（昭和34年） - 校舎を増築する。
- 1961年（昭和36年） - プールが完成する。
- 1967年（昭和42年） - 新校舎（鉄筋コンクリート造）が完成する。
- 1972年（昭和47年）8月1日 - 豊明町が市制施行し、豊明市となる。同時に豊明市立中央小学校に改称する。校舎（北棟）が完成する。
- 1974年（昭和49年） - 体育館が完成する。
- 1978年（昭和53年）4月 - 豊明市立三崎小学校を分離する。
- 1980年（昭和55年） - 校舎を増築する。
- 2006年（平成18年） - 管理棟が完成する。
- 2015年（平成27年） - 東棟が完成する。

## 交通アクセス
- 名鉄名古屋本線豊明駅下車、徒歩約20分。もしくはひまわりバスに乗り換え総合福祉会館停留所下車、徒歩約5分。
- 名鉄名古屋本線前後駅下車、名鉄バスに乗り換え総合福祉会館停留所下車、徒歩約5分。

## 周辺施設
- 豊明市役所
- 総合福祉会館
- 豊明市立豊明小学校
- フジパン豊明工場